# Šiška
Šiška (deutsch Schischka) ist der Stadtbezirk 14 der slowenischen Hauptstadt Ljubljana. Er ist nach den ehemaligen Dörfern Spodnja Šiška und Zgornja Šiška (Unter- und Oberschischka) benannt, welche 1914 (Spodnja Šiška) bzw. 1935 (Zgornja Šiška) in die Stadt Ljubljana eingemeindet wurden. Im Stadtbezirk liegt außerdem das ehemalige Dorf Koseze.
Der Bezirk liegt im Nordwesten von Ljubljana zwischen den Stadtbezirken Dravlje im Nordwesten und Westen, Posavje im Norden, Bežigrad im Osten, Rožnik, Center im Südosten. Er wird im Westen von der Autobahn A2 begrenzt, im Norden von der Schnellstraße H3, im Osten von der Eisenbahnstrecke nach Kamnik und im Süden von einer Linie, die den Landschaftspark Tivoli, Rožnik und Šiška-Hügel von West nach Ost entlang des Rožnik- und des Šiška-Hügels bis zum Schloss Cekin quert. Er umfasst unter anderem die ehemaligen Dörfer Spodnja Šiška and Zgornja Šiška und Koseze.

## Geschichte
Der Name Šiška ist erstmals Anfang des 14. Jahrhunderts belegt als ze Cheis und pey Keysk, abgeleitet von Hiška (slowenisch: kleines Haus).

## Sehenswürdigkeiten

### Landschaftspark Tivoli, Rožnik und Šiška-Hügel
Die nördliche Hälfte des Landschaftsparks und damit auch des Tivoli-Parks mit dem Schloss Cekin und der Tivoli-Halle liegt auf dem Gebiet von Šiška. Hier befinden sich unter anderem die Naherholungsgebiete Mostec sowie Forst von Koseze (Koseški boršt) mit dem Weiher von Koseze (Koseški bajer), der als Fischteich bzw. Natureisbahn genutzt wird. In unmittelbarer Nähe des Gewässers verläuft der „Weg der Erinnerungen und Kameradschaft“, der um die ganze Stadt führt.

### St. Bartholomäus-Kirche

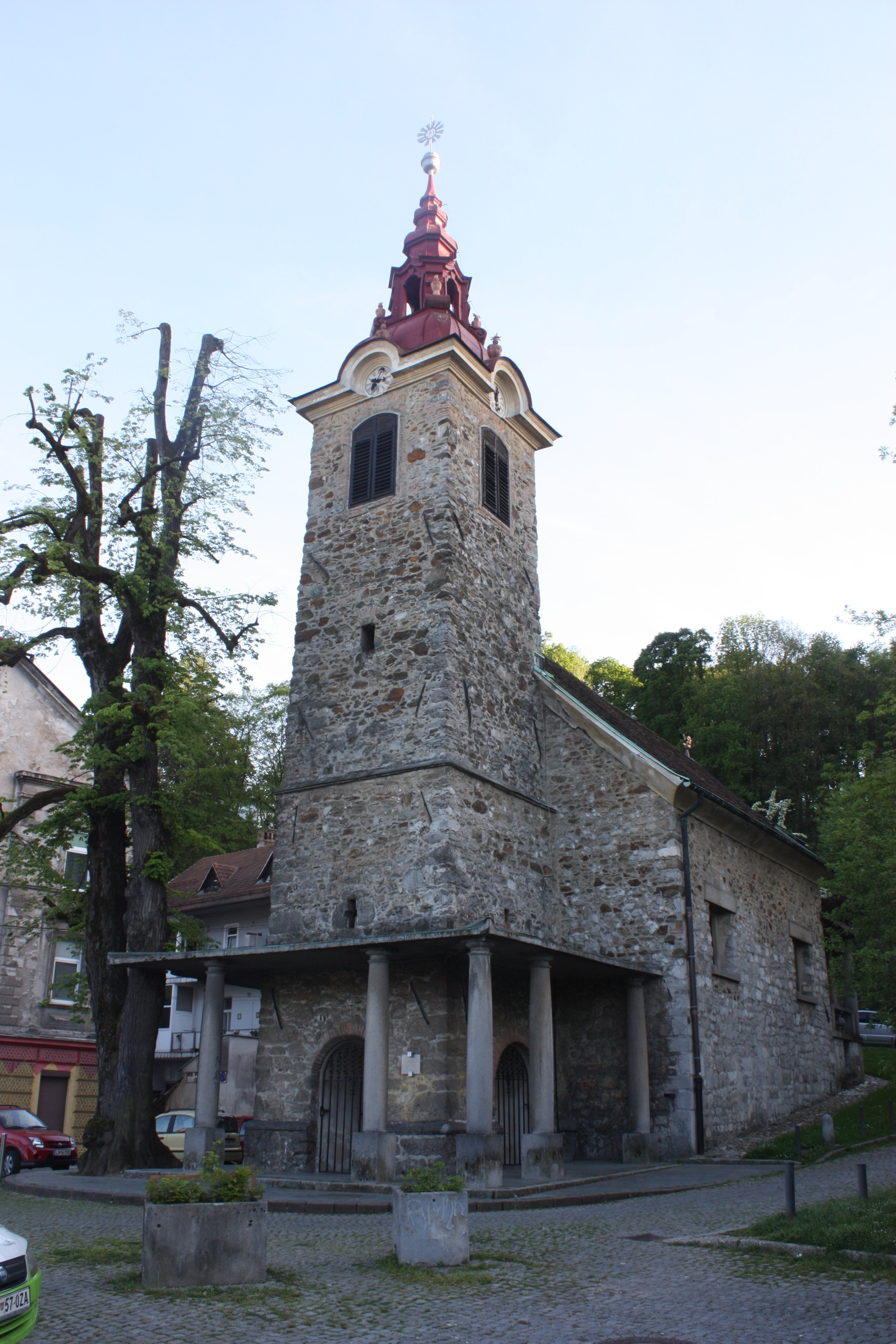
Bartholomäuskirche, Šiška

Die St. Bartholomäus-Kirche in Spodnja Šiška (Slowenisch: cerkev sv. Jerneja), auch Alte Kirche (Stara cerkev) genannt, ist eine der ältesten Kirchen in Ljubljana. Ursprünglich im 13. Jahrhundert erbaut, wurde sie zwischen 1933 und 1938 nach Plänen von Jože Plečnik umgestaltet (Nationales Kulturdenkmal Nummer 2000).

### Franz-von-Assisi-Kirche
Die Franz-von-Assisi-Kirche, heute die Pfarrkirche von Šiška, wurde in den Jahren 1925 bis 1931 als Kirche des Franziskanerklosters von Šiška ebenfalls nach Plänen von Plečnik erbaut. Der Architekt entwarf auch den größten Teil der Ausstattung selbst, einschließlich der Altäre und Lampen. (Nationales Kulturdenkmal Nummer 331) und Teil der Weltkulturerbestätte Das Werk von Jože Plečnik in Ljubljana – am Menschen orientierte Stadtgestaltung.